# پیری‌لر
پیری‌لر (به لاتین: Pirilər) یک منطقهٔ مسکونی در جمهوری آذربایجان است که در شهرستان کلبجر واقع شده‌است.